# Batalla de Zinjíbar
La Batalla de Zinjibar fue un enfrentamiento entre fuerzas leales al líder yemení Ali Abdullah Saleh y milicianos islamistas, posiblemente con elementos de Al Qaeda en la Península Arábiga (AQPA), por el control de la ciudad de Zinjibar y sus alrededores, como parte de la insurgencia más amplia en el autoproclamado Emirato de Al Qaeda en Yemen. Muchas de las fuerzas islamistas que operan en la provincia de Abyan se autodenominan Ansar al-Sharia ("Partidarios de la Sharia ").

## Fondo
A partir de enero de 2011, la revolución yemení provocó disturbios generalizados en todo el país, ya que los manifestantes exigían la dimisión del veterano presidente Ali Abdullah Saleh. Tras la deserción de numerosos generales de alto rango del ejército a la oposición a finales de marzo, surgieron amenazas de conflicto entre las facciones militares pro y anti-Saleh. Saleh redistribuyó a la mayor parte del personal del ejército y a las fuerzas antiterroristas entrenadas por Estados Unidos, estacionadas en otros lugares, incluido el sur de Yemen, a la capital, Saná, y a otras zonas urbanas para mantener el control de la situación.
Los bastiones tradicionales de AQAP están situados en el sur de Yemen, incluida la Gobernación de Abyan, donde se refugió en el accidentado y montañoso terreno. Antes de la revolución, AQAP nunca había intentado controlar y administrar territorios, permaneciendo en cambio en sus escondites remotos. Sin embargo, la preocupación del gobierno por las protestas dejó varias áreas del país, particularmente el sur, en un estado de anarquía y vulnerabilidad, lo que le permitió explotar la brecha de seguridad.
A fines de marzo, militantes islamistas asaltaron la ciudad de Jaar, lo que provocó breves enfrentamientos con los soldados antes de que huyeran de sus puestos y se retiraran a la cercana Zinjibar, lo que permitió que la ciudad fuera tomada. A finales de mes, AQAP había declarado un "Emirato Islámico de Abyan", y había hecho de Jaar su capital y plataforma para sus actividades.

## Batalla
La Batalla de Zinjibar se libró en el contexto de la revolución yemení de 2011, que provocó disturbios generalizados y un vacío de poder en el país. Al Qaeda en la Península Arábiga (AQAP) aprovechó la situación para expandir su control en el sur de Yemen, particularmente en la Gobernación de Abyan. En marzo de 2011, militantes islamistas asaltaron la ciudad de Jaar y luego tomaron Zinjibar, lo que permitió a AQAP declarar un "Emirato Islámico de Abyan" con Jaar como su capital.
Sin embargo, la derrota de AQAP en Zinjibar se produjo cuando las fuerzas yemeníes, con apoyo de la coalición liderada por Arabia Saudita, lanzaron una campaña militar para recuperar el control de la región. La ofensiva final para recuperar Zinjibar y otras áreas ocupadas por Ansar al-Sharia comenzó el 12 de mayo de 2012. El gobierno yemení desplegó 20.000 soldados, incluyendo la fuerza aérea y la marina, en una operación que implicó un avance en forma de medialuna sobre Zinjibar.
A medida que avanzaba la ofensiva, las fuerzas gubernamentales lograron recuperar varias partes clave de la ciudad, incluyendo el estadio local y los edificios gubernamentales. El 23 de mayo, las fuerzas gubernamentales avanzaron y aseguraron varias partes de los barrios del centro y norte de Zinjibar. El 26 de mayo se lograron nuevos avances, cuando la 25.ª Brigada Mecanizada capturó las zonas de Maraqid y Mashqasa.
A finales de mes, la 25.ª Brigada Mecanizada, la 39.ª Brigada Blindada y los Comités Populares locales habían logrado recuperar todas las posiciones ocupadas por los militantes en el este de Zinjibar. Las defensas militantes en la zona comenzaron a desmoronarse el 11 de junio tras la toma de la fábrica 7 de Octubre, utilizada como base por los militantes y ubicada en la cima de una colina con vistas a Jaar.
El 12 de junio de 2012, el Ejército Yemení y los combatientes del Comité Popular avanzaron hacia Zinjibar tras la retirada completa de Ansar al-Sharia de la ciudad. El ejército tomó control de Zinjibar y Jaar, lo que obligó a AQAP a retirarse y reagruparse en áreas montañosas y remotas. La derrota en Zinjibar marcó un golpe significativo para AQAP y limitó su capacidad para controlar territorios en Yemen. Unos 300 militantes huyeron de Zinjibar hacia Shuqrah, que aún estaba bajo su control, y los militantes que se retiraban distribuyeron folletos a los residentes locales indicando que se retiraban para evitar más derramamiento de sangre y destrucción en la zona.

## Referencia
1. 1 2
2. 1 2  «The Battle for Zinjibar: The Tribes of Yemen’s Abyan Governorate Join the Fight against Islamist Militancy». jamestown.org (en inglés estadounidense). Consultado el 27 de junio de 2025.
3. ↑  «Battle of Zinjibar». www.wikidata.org (en inglés). Consultado el 27 de junio de 2025.

- Datos: Q135104527